# Lie Kim Hok
Lie Kim Hok (en chinois : 李金福 ; pinyin : Lǐ JīnfúLǐ Jīnfú), né le 1er novembre 1853 à Buitenzorg (maintenant Bogor en Indonésie) et mort le 6 mai 1912, est un professeur et écrivain chinois.

## Biographie
Durant la période peranakanen, il est un travailleur social actif dans les Indes néerlandaises et est surnommé le « Père de la littérature Chinois-malaisienne ». 
Né à Buitenzorg (maintenant Bogor en Indonésie), à l'ouest de Java, Lie a reçu une éducation formelle dans des écoles de missionnaires. Dans les années 1870, il parlait couramment le Soundanais, la langue vernaculaire des Malais et le néerlandais, mais il était incapable de comprendre et de parler le chinois. Au milieu des années 1870, il se marie et commence à travailler comme rédacteur en chef de deux revues publiées par son professeur et mentor D. J. van der Linden. Il quittera se poste en 1880. Sa femme meurt l'année suivante. 
Lie a publié ses premiers livres, y compris Syair (poème) qui fut acclamé par la critique Sair Tjerita Siti Akbari et le livre de grammaire Malajoe Batawi, en 1884. Lorsque van der Linden est mort l'année suivante (1885), Liee Kim Hok a acheté une presse à imprimer et a ouvert sa propre entreprise.
Sur les deux années suivantes Lie a publié de nombreux ouvrages, dont Tjhit Liap Seng, considéré comme le premier roman Chinois-Malais. Il a également acquis les droits d'impression, pour Pembrita Betawi, un journal basé à Batavia (aujourd'hui Jakarta en Indonésie), et a déménagé à la ville. Après la vente de son imprimerie en 1887, il a passé trois ans à travailler dans divers secteurs d'emploi jusqu'à ce qu'il trouve un emploi stable en 1890 dans un moulin à riz dont un ami était propriétaire. L'année suivante, en 1891, il épouse Tan Sioe Nio, avec qui il a quatre enfants. 
Il publie deux livres dans les années 1890 ainsi qu'en 1900. Il est devenu l'un des membres fondateurs de la l'organisation chinoise Tiong Hoa Hwe Koan, qu'il a quitté en 1904. Lie Kim Hok s'est concentré sur ses traductions et sur son travail (il était travailleur social) le reste de sa vie, jusqu'à sa mort du typhus à l'âge de 58 ans.
Lie Kim Hok a influencé le journalisme (sous un état colonisé), et a aussi influencé la linguistique et la littérature. Selon le savant malaisien Ahmad Adam, il est mieux connu pour ses œuvres littéraires. Plusieurs de ses textes ont été imprimés plusieurs fois, et Sair Tjerita Siti Akbari a été joué au théâtre et au cinéma. Toutefois, en raison des échanges politiques entre l'Inde et l'Indonésie, son travail a été marginalisé. Lorsque plusieurs de ses écrits ont été révélés comme non-crédité des adaptations d'œuvres déjà existantes, Lie a été critiqué comme sans originalité, banal. D'autres critiques, cependant, ont trouvé des preuves d'innovation dans son style d'écriture et dans sa manière de traiter les sujets.